# El voivoda
El voivoda (título original en ruso, Воевода, Op. 3) es una ópera en 3 actos y 4 escenas, con música de Piotr Ilich Chaikovski y libreto en ruso de Aleksandr Ostrovski basado en su obra teatral El voivoda (Un sueño sobre el Volga) (en ruso, Воевода (Сон на Волге)). 
La ópera fue compuesta entre marzo de 1867 y julio de 1868, y se estrenó el 11 de febrero [Antigua datación: 30 de enero] de 1869 en el Teatro Bolshoi de Moscú. Fue en beneficio de Aleksandra Ménshikova.
En los años 1870 Chaikovski destruyó la partitura manuscrita completa, al tiempo que reciclaba gran parte del primer acto en su El opríchnik (1870–1872). El tema de El voivoda quedó así disponible para su anterior alumno, Antón Arenski, quien pudo componer la ópera Sueño sobre el Volga en 1888. Durante el periodo soviético, El voivoda fue póstumamente reconstruido a partir de partes orquestales y vocales supervivientes y los esbozos del compositor. 
En las estadísticas de Operabase no aparece entre las óperas representadas en el período 2005-2010.

## Personajes
| Personaje                                                             | Tesitura     | Reparto del estreno 11 de febrero [Antigua datación, 30 de enero] 1869 Director: Eduard Merten) |
| --------------------------------------------------------------------- | ------------ | ----------------------------------------------------------------------------------------------- |
| Nechái Shalyguin, el voivoda                                          | bajo         | Finokki                                                                                         |
| Vlas Dyuzhói, un rico comerciante                                     | bajo         | Radonezhsky                                                                                     |
| Marya Vlásyevna, su esposa                                            | soprano      | Alexandra Ménshikova                                                                            |
| Praskovya Vlásyevna, su hija mayor                                    | soprano      | Kronenberg                                                                                      |
| Nastasya                                                              | soprano      | Ánnenskaya                                                                                      |
| Stepán Bastryukov, hijo de un rico noble                              | tenor        | Rapport                                                                                         |
| Román Dubrovin                                                        | barítono     | Demídov                                                                                         |
| Olena, su esposa                                                      | mezzosoprano | Ivanova                                                                                         |
| Rezvy, criado de Bastryukov                                           | bajo         | Bozhanovsky                                                                                     |
| Jester                                                                | tenor        | Lavrov                                                                                          |
| Nedviga, un aya                                                       | mezzosoprano | Rozanova                                                                                        |
| Nuevo voivoda                                                         | bajo         | Korin                                                                                           |
| Coro, papeles mudos: Nobles, comerciantes, criados, doncellas, pueblo |              |                                                                                                 |